# پان‌ناسیونالیسم
پان‌ناسیونالیسم (به انگلیسی: Pan-nationalism) اصطلاحی خاص است، که عمدتاً در علوم اجتماعی برای نامگذاری آن دسته از ملی‌گرایی‌ها که سعی دارند مرزهای سنتی هویت‌های ملی اساسی را پشت سر بگذارند و به درجه‌ای «بالاتر» (همه‌شمول‌تر) از هویت مورد نظر خود برسند به کار می‌رود. پان‌ناسیونالیسم می‌تواند به عنوان یک نوع خاص از همه اشکال رایج ناسیونالیسم (ملی‌گرایی) رخ دهد. پان‌ناسیونالیسم در رابطه با دولت ملی کلاسیک می‌تواند از طریق جنبش‌های مختلف سیاسی که طرفدار ایجاد اشکال «بالاتر» از هویت سیاسی بر اساس یک گروه منطقه‌ای یا قاره‌ای هستند پدیدار شود. (مانندِ پان‌امریکنیسم، پان آفریقایی، پان‌عربیسم و پان‌ایرانیسم). پان‌ناسیونالیسم همچنین می‌تواند از نظر ملی‌گرایی قومی با «بَسط» و «اطلاقِ» یک هویت قومی به افرادِ بیشتر ظهور کند. (مانندِ پان‌ژرمنیسم، پان اسلاویسم یا پان‌ترکیسم) اَشکال دیگرِ ملی‌گرایی نیز می‌توانند انواع سویه‌های پانِ خود را داشته باشند.
برخی از اشکال پان ناسیونالیسم، مانند پان ژرمنیسم، در دو سطح آشکار می‌شوند: گسترده‌ترْ مربوط به وحدت همه ژرمن‌ها و باریک‌ترْ مربوط به وحدت همه اقوامِ آلمانی و همچنین اتریشی‌های آلمانی‌زبان و سوئیسی‌هایِ آلمانی‌زبانی که شاید دقیقا به عنوان «آلمانی» دقیق شناخته نشوند ما باز هم به خانواده گسترده مردمان آلمانی تعلق دارند. مثال دیگر پان‌ترکیسم است که باعث تحقیرِ عمیق و همچنین اقدامات نژادپرستی علیه مردم و تفکیکِ هویتیِ ملی یا قومیِ ترک‌های آناتولی با و علیهِ عمدتاً یونانی‌ها، ارمنی‌ها، آشوری‌ها و کردها می‌شود.

## تاریخچه و نتایج

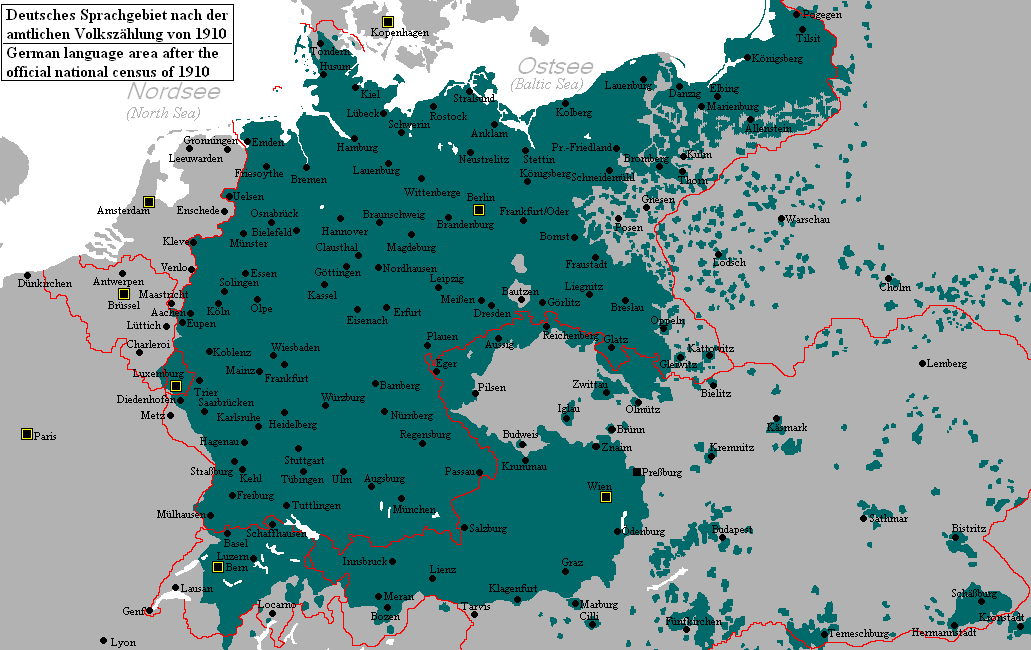
منطقه زبان آلمانی در سالهای ۱۹۱۰–۱۱. مرزهای ایالات قرمز است. پان‌ناسیونالیست‌های آلمانی می‌خواستند بسیاری از مناطق سبز را در یک دولت ملی آلمان متحد کنند.

پان‌ناسیونالیسم از ملی‌گرایی قرن نوزدهم اروپا ظهور کرد و این جنبش با پان اسلاویسم آغاز شد، جنبشی که در میان ملتهای مختلف اسلاو در امپراتوریهای اتریش-مجارستان و ترکیه گسترش یافت. در قلب این تحول جان کولار قرار داشت، که معتقد بود اسلاوها به عنوان یک مرد اساساً مجرد، دارای میراث فرهنگی مشابه هستند. بعداً این تفکر پان آلمانی دنبال شد، که با نگاهی تقریباً مشابه، با هدف اتحاد آلمان در جایی که می‌توان آلمان بزرگتری را ایجاد کرد، از جمله اتریشی‌ها و دیگر آلمانی زبانان، در نظر گرفت. این جنبش‌های پان ملی‌گرایی گفتمان‌های روشنفکری اروپا راجع به نژاد به ویژه مباحث مربوط به حفظ واحد نژادی را پذیرفتند. این به این مفهوم گواهی ماندگاری داد زیرا یک اتصال بیولوژیکی را می‌خواست که «فولک» را به هم متصل می‌کرد.
پان ناسیونالیسم به این معنی است که گروه ملی در چندین ایالت موجود پراکنده شده‌است. این ادعا با بازپیوندخواهی یکسان نیست - ادعاهای ملی گرایان در سرزمینهای مجاور به این دلیل که آنها بخشی از میهن ملی را تشکیل می‌دهند. مقیاس در اینجا عاملی است. آلبانیای بزرگ، حتی در بزرگترین نسخه، همچنان کشوری کوچک خواهد بود. یک آلمان بزرگ غیرمعمول، حتی اگر به مناطق مجاور آلمانی زبان محدود شود، حدود ۱۰۰ میلیون نفر ساکن خواهد بود. پان ناسیونالیسم همان ناسیونالیسم دیاسپورا، مانند صهیونیسم نیست که متضمن تمرکز یک گروه پراکنده در یک سرزمین اجدادی است. مستعمرات (غیر از مستعمرات مهاجران) در اکثر تعاریف مربوط به یک ملت قرار نمی‌گیرند، زیرا هم استعمارگر و هم مستعمره تشخیص می‌دهند که هیچ نژاد، فرهنگ و زبانی ندارند.
جنبش‌های ملی‌گرایی در ملت‌های بزرگ، مانند ملت‌های آلمان و روسیه، از جنبش‌های پان ناسیونالیستی دشوار است، و اغلب عناصر آشکارا پان ملی‌گرایی وجود دارد. جدا از این موارد، اکثر جنبش‌های پان ناسیونالیست با شکست روبرو شدند. به‌طور خاص کشورهای سراسری نادر هستند. یوگسلاوی تلاش کرد تا دسته ای از اسلاوهای جنوبی را متحد کند، پیشوند یوگو "jugo" به معنی "جنوب" است. پس از سال ۱۹۴۵، این کشورها ملت‌های جداگانه داخلی را با دولت‌های خاص خود به رسمیت شناختند.
دیگر ایالت‌های بزرگ طبقه‌بندی در سطح ملی دشوار است. در حدود سال ۱۹۴۲ آلمان نازی مجموعه وسیعی از سرزمینهای الحاقی، نهادهای غیرنظامی تحت مدیریت آلمان، کشورهای دست نشانده، کشورهای همکاری گرایانه و مناطقی را که توسط ارتش اداره می‌شدند ، کنترل می‌کرد. این فتوحات تا حدی از ایده لبن سراوم الهام گرفته شده‌است، اما این خود یک مفهوم پان ناسیونالیستی نیست. اتحاد جماهیر شوروی دارای هویت شوروی بود، اما هیچ قومیت، فرهنگ و زبان «شوروی» نداشت. این تحت تأثیر ایده‌های پان روسی بود، اما همچنین تحت تأثیر ایده‌های ژئوپلیتیک دیگری بود که به یک قلمرو وسیع دلالت می‌کرد. چین دارای سنتی دیرینه در وحدت فرهنگی و اداری است. (این واقعیت که چین و هند سرزمینهای متصل شده را لزوماً این کشور را دارای ویژگی سراسری نمی‌دانند)
شکست کلی جنبش‌های پان ناسیونالیستی با چندین مثال نشان داده شده‌است که ایده روشنی از وضعیت ایده‌آل خود داشتند، اما هرگز به تحقق آن نرسیدند. ترکیه مدرن منطقه اصلی سابق امپراتوری عثمانی است. دولت فعلی از نزدیک به دولت کلاسیک ملت اروپا الگوبرداری شده‌است و یک گسست عمدی از آن امپراتوری بود. در کنار ملی‌گرایی بسیار قدرتمند ترک، سه ملی‌گرایی وجود دارد. به ترتیب صعودی مقیاس: پان ترکیسم، یک ایدئولوژی پان ترکیک گاه متمایز با اشاره به اقوام ترک، و پان تورانیسم، که بیشتر آسیای میانه و حتی فنلاند و مجارستان را پوشش می‌دهد. همان‌طور که در ترکیه، جنبش‌های پان ملی‌گرایی اغلب در حاشیه جنبش محدودتر «ملی-استاندارد» در منطقه اصلی موجود ابر دولت بزرگ ادعا می‌کنند.
پان اسلاویسم نمونه قابل توجه دیگری از یک ایده‌آل تأثیرگذار است که هرگز به دولت بزرگ متناظر منجر نشد - اگر خاک روسیه در آن باشد، از بالتیک تا اقیانوس آرام (غرب به شرق) و تا آسیای میانه و قفقاز گسترش می‌یابد.
پان آمریکاییسم به عنوان یک آرمان در حدود جنبش‌های استقلال طلبی در آمریکای لاتین تأثیرگذار بود. با این حال، به سرعت دولت‌های ملی جدید در سیاست‌ها و منافع خود دچار اختلاف شدند و هیچ فدراسیونی ظهور نکرد. این اصطلاح معنای دیگری به‌دست‌آورد، یعنی همکاری بین ایالات متحده جداگانه، با معنای هژمونی آمریکا. به همین دلیل یک آمریکایی گرایی پان لاتین وجود دارد که پیشنهاد می‌دهد آمریکایی گرایی با ایالات متحده باشد. نماینده مهم این فلسفه ویکتور رائول هایا دلا توره از پرو است، در حالی که بولیواریسم نشان دهنده یک تنوع فعلی در موضوع است.
پان عربیسم از اتحاد کشورهای جهان عرب، از اقیانوس اطلس گرفته تا دریای عرب، طرفداری می‌کند. برخلاف اکثر جنبش‌های سنتی ملی گرایانه در اروپا، این بر اساس نژاد و قومیت نیست زیرا این جنبش با احیای دین احیا شده‌است.

## پیشرفت‌های اخیر
توماس هگامر از مؤسسه تحقیقات دفاعی نروژ ظهور ملی‌گرایی کلان را در اواخر دوران جنگ سرد توصیف کرده‌است که تا زمان حملات ۱۱ سپتامبر وضعیت نامناسبی داشت. هگامر ریشه‌های ملی‌گرایی کلان مدرن را هم در جنبش ضد جهاد غربی و هم در سازمان‌های تروریستی اسلامگرا مانند القاعده می داند. پس از حملات ۲۰۱۱ نروژ، وی ایدئولوژی‌های آندرس بریویک، عامل این جنایت را "متناسب با دسته‌های ثابت ایدئولوژی جناح راست، مانند برتری طلبی سفیدپوستان، فوق ملی‌گرایی یا بنیادگرایی مسیحی توصیف نکرد، اما بیشتر شبیه دکترین تمدن است. جنگی که نشان دهنده نزدیکترین چیز تاکنون به نسخه مسیحی القاعده است.

### پاورقی‌ها
1. ↑  بنگرید به پان‌قوم

1. ↑  "Pan-nationalism". Wikipedia (به انگلیسی). 2021-02-11.
2. ↑  Hegghammer, Thomas (12 August 2011). "The Rise of the Macro-Nationalists". The Nation (Pakistan). Retrieved 2019-11-29.